# Mauvezin-de-Sainte-Croix
Mauvezin-de-Sainte-Croix ist eine französische Gemeinde mit 52 Einwohnern (Stand 1. Januar 2022) im Département Ariège in der Region Okzitanien. Sie gehört zum Kanton Portes du Couserans und zum Arrondissement Saint-Girons.
Nachbargemeinden sind Montbrun-Bocage im Norden, Camarade im Osten, Montesquieu-Avantès im Süden, Contrazy im Südwesten und Mérigon im Nordwesten.

## Bevölkerungsentwicklung
| Jahr      | 1962 | 1968 | 1975 | 1982 | 1990 | 1999 | 2008 | 2015 |
| --------- | ---- | ---- | ---- | ---- | ---- | ---- | ---- | ---- |
| Einwohner | 66   | 46   | 49   | 55   | 45   | 48   | 43   | 37   |